# Олександр Невський (фільм)
«Олександр Невський» (рос. «Александр Невский») — російський радянський історичний  пропагандистський
фільм 1938 року режисера Сергія Ейзенштейна про новгородського князя Олександра Ярославича та його перемогу в битві на Чудському озері 1242 року. Деякі неофіційні російські джерела зауважують що в реальності Олександр Ярославич не міг брати участі у цій битві так він на той момент був дитиною 

Фільм було знято на держзамовлення, і як з'ясувалося пізніше, режисер Сергій Ейзенштейн написав сценарій та поставив фільм на персональне замовлення Й. Сталіна.
Картина належить до класичних радянських пропагандистських фільмів. Вона вважається найкращою роботою С. Ейзенштейна. Останній отримав за неї Сталінську премію і ступінь доктора мистецтвознавства без захисту дисертації.
Напередодні Другої світової війни фільм був знятий з прокату через політику добросусідства СРСР та Третього Рейху, однак у 1941 році, після початку німецько-радянської війни, повернувся на екрани.
Музику до фільму написав російський композитор Сергій Прокоф'єв.
Попри численні історичні огріхи та відверту пропаганду германофобії і ненависті до Заходу, «Олександр Невський» був одним з наймасовіших радянських фільмів.

## У ролях
- Черкасов Микола Костянтинович
- Охлопков Микола Павлович
- Івашова Валентина Семенівна — Ольга
- Одиноков Федір Іванович— пушкар
- Блинников Сергій Капітонович — Твердило, Псковський воєвода, зрадник
- Олександра Данилова — Василиса

## Виноски
1. 1 2  http://www.cinematografo.it/cinedatabase/film/aleksandr-nevskij/1256/
2. ↑  Кевин Дж. МакКенна. Послание из прошлого России: функция пословицы в классическом фильме Сеогея Эйзенштейна «Александр Невский». КиберЛеника. Архів оригіналу за 29 березня 2019. Процитовано 11 грудня 2017.
3. ↑  РИА.НОВОСТИ: 70 лет «Александру Невскому»: как Сталин сохранил жизнь полководцу. Архів оригіналу за 13 грудня 2014. Процитовано 22 березня 2013.